# محمد الآغا
محمد رمضان محمد الآغا فلسطيني شغل منصب وزير وزارة الزراعة الفلسطينية ضمن حكومة إسماعيل هنية الأولى والثانية في الفترة الممتدة بين 27 مارس 2006 و14 يونيو 2007.